# Saokdo
Saokdo är en ö i Sydkorea.   Den ligger i provinsen Södra Jeolla, i den sydvästra delen av landet, 290 km söder om huvudstaden Seoul. Arean är 14,5 kvadratkilometer.
Terrängen på Saokdo är platt. Öns högsta punkt är 101 meter över havet. Den sträcker sig 4,8 kilometer i nord-sydlig riktning, och 6,9 kilometer i öst-västlig riktning.